# Owain Wan
Owain Wan (dt. Owain der Schwache, eigentlich Owain ap Caradog) († nach 1140) war ein walisischer Fürst von Gwent. Er war der älteste Sohn von Caradog ap Gruffydd, des letzten walisischen Königs von Gwent.
Nach dem Tod seines Vaters, der 1081 im Kampf gegen die normannischen Eroberer gefallen war, konnte er nur im Bergland von Gwynllŵg die Herrschaft übernehmen, während die tiefer gelegenen Regionen an der Küste von Robert Fitzhamon und die Region am Unterlauf des River Usk von Robert de Chandos erobert wurde. Chandos errichtete zum Schutz seiner Eroberungen Caerleon Castle.
Owain hatte mehrere Söhne, darunter 
- Morgan
- Iorwerth
- Owain Pen-Carn

Seine Tochter Angharad heiratete Seisyll ap Dyfnwal, den Fürsten von Upper Gwent. Seine Söhne Morgan und Iorwerth konnten Caerleon Castle und einen Teil des Reiches ihres Großvaters zurückerobern und begründeten die walisische Herrschaft von Caerleon, die erst 1270 endgültig von den Engländern besetzt wurde. 